# Orlivka, Novhorod-Siverskîi
Orlivka (în ucraineană Орлівка) este localitatea de reședință a comunei Orlivka din raionul Novhorod-Siverskîi, regiunea Cernihiv, Ucraina.

## Demografie
Componența lingvistică a localității Orlivka
     Ucraineană (98,19%)
     Rusă (1,81%)
Conform recensământului din 2001, majoritatea populației localității Orlivka era vorbitoare de ucraineană (98,19%), existând în minoritate și vorbitori de rusă (1,81%).